# Cimetière militaire britannique de Zuydcoote
Le cimetière militaire britannique de Zuydcoote (Zuydcoote Military Cemetery ) est un cimetière militaire  de la Première Guerre mondiale situé sur le territoire de la commune de Zuydcoote, Nord. 

## Localisation
Ce cimetière est situé à la sortie ouest du bourg en direction de Leffrinckoucke. 

## Historique
Zuydcoote n'a pas été occupé par l'armée allemande lors de la guerre 14-18, le front s'étant stabilisé à 30 km au nord-est aux environs de Nieuport, en Belgique et au sud-est à une soixantaine de kilomètres aux environs d'Ypres, Belgique. À l'automne 1917, les britanniques installent des hôpitaux militaires pour soigner les blessés arrivant du front. Le cimetière militaire contient pour la plupart les tombes d'officiers et d'hommes décédés dans ces hôpitaux. 

## Caractéristique
Il y a maintenant plus de 325 victimes de guerre de 1914-18 commémorées sur ce site. Le cimetière couvre une superficie de 1 042 mètres carrés et est entouré d'un mur. Sur la côte ouest, se trouve la Nécropole nationale de Zuydcoote, construit après l’armistice, et contenant plus de 1 000 tombes françaises et 170 allemandes.

## Galerie

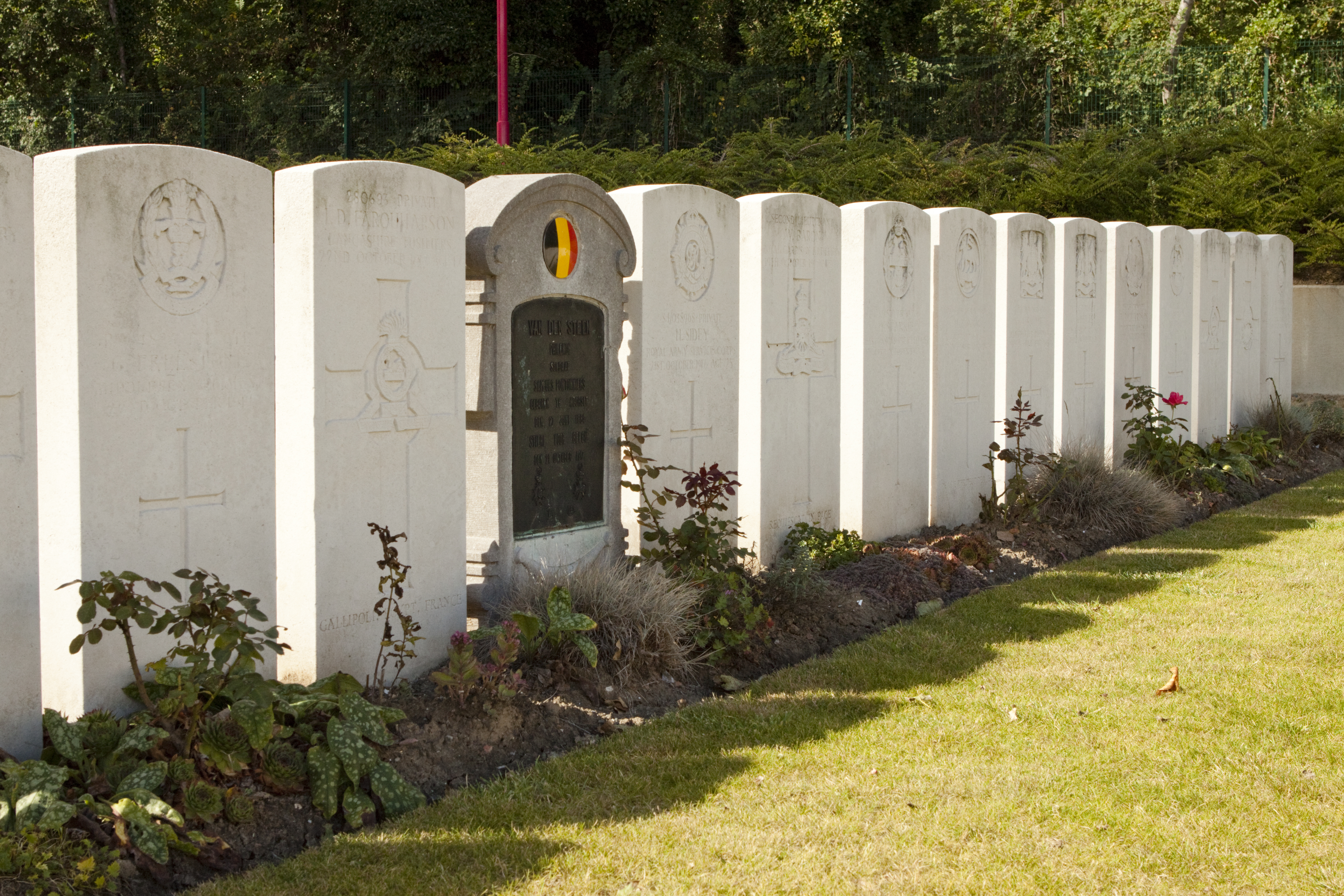
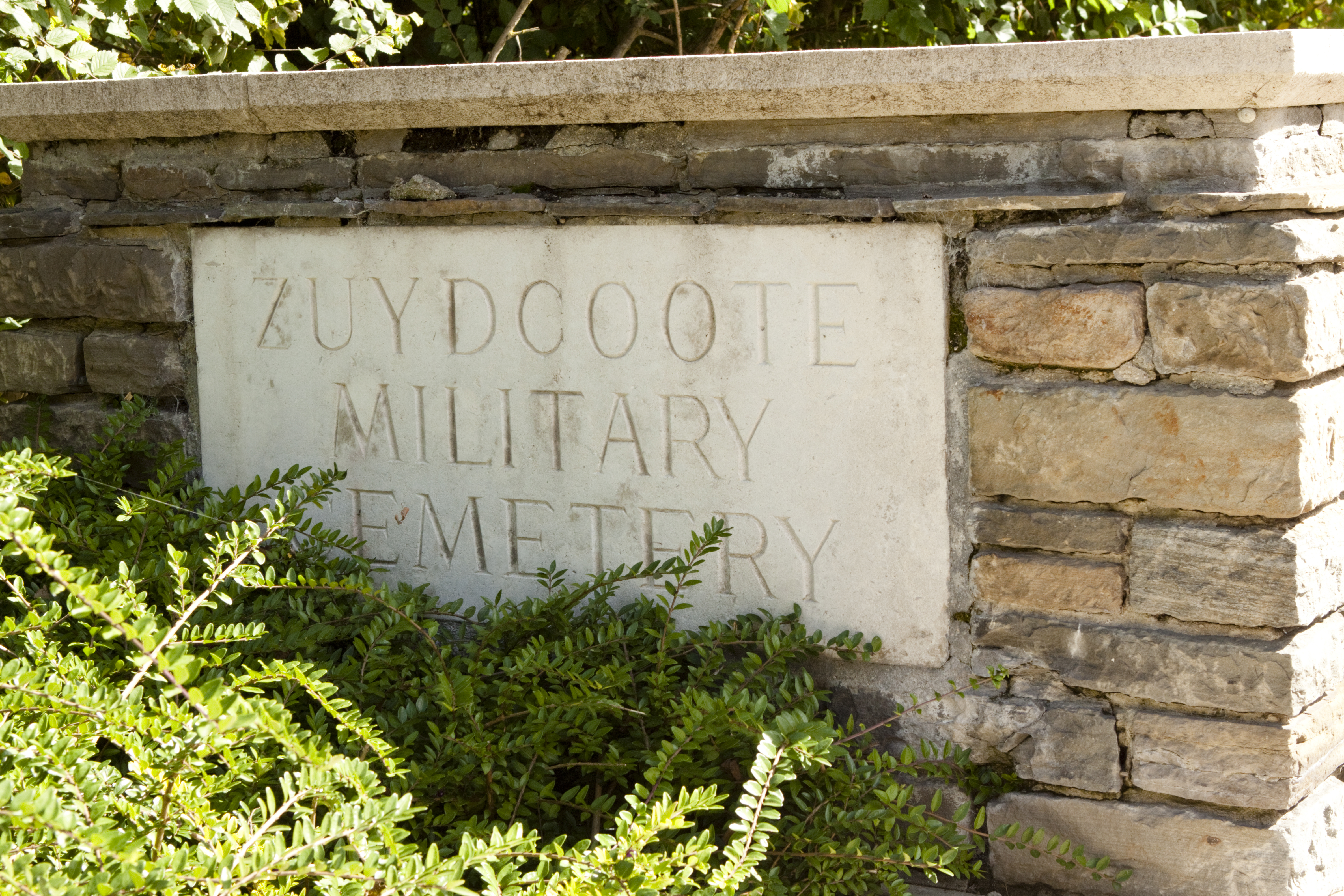
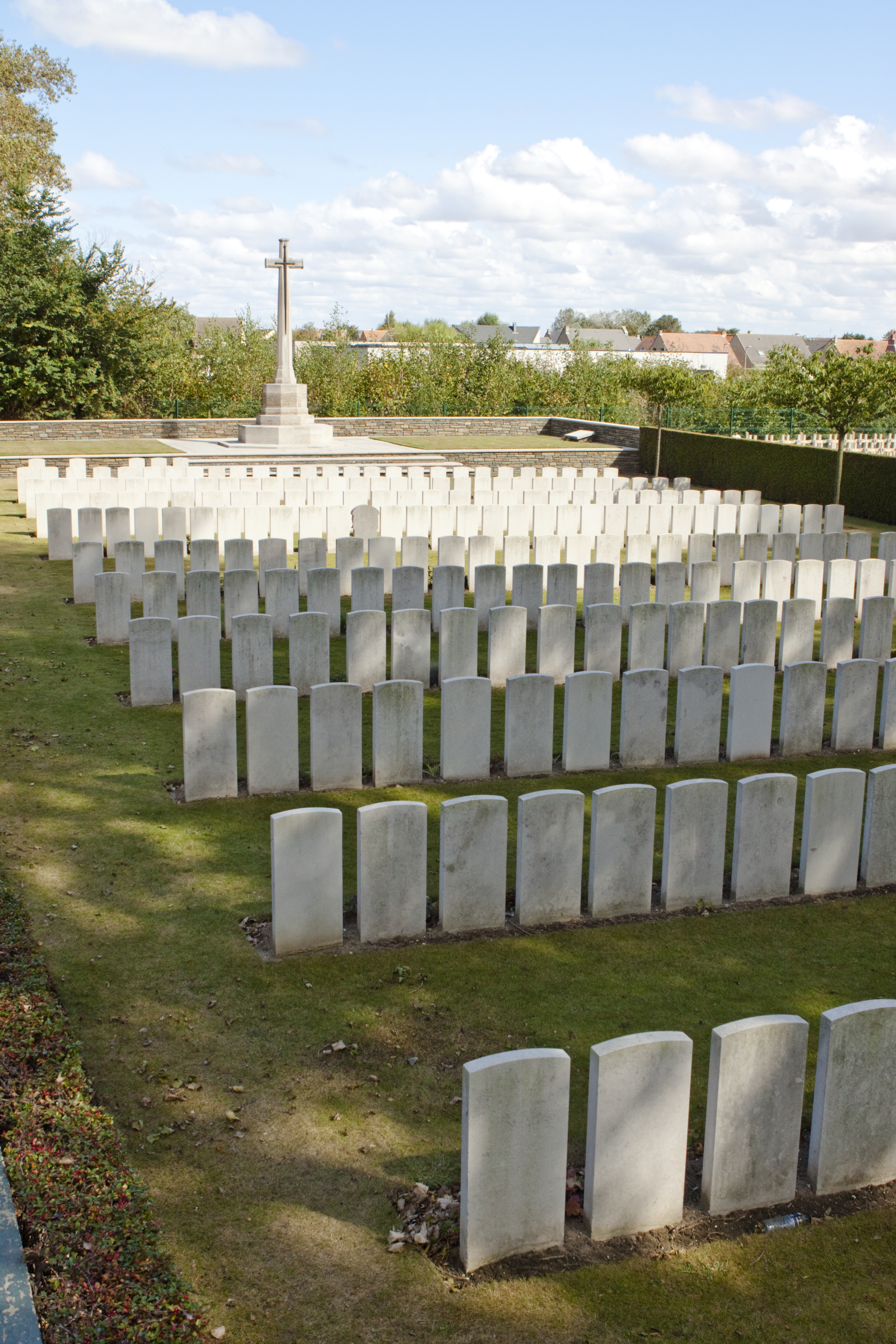

## Sépultures
| Pays             | Sépultures |
| ---------------- | ---------- |
| Royaume-Uni      | 313        |
| Canada           | 5          |
| Nouvelle-Zélande | 4          |
| Australie        | 1          |
| Afrique du Sud   | 2          |
| Total            | 325        |